# 2009 en journalisme
Cet article présente les faits marquants de l’année 2009 en journalisme.

## Évènements
- Création du média en ligne Reflets.info.